# Abney Park
Pour les articles homonymes, voir Abney.
Abney Park est un groupe américain, originaire de Seattle, ancré dans la culture steampunk offrant un mélange de sonorités et de genres : rock, musique industrielle, musiques du monde, et musique électronique. Au départ, le groupe est considéré comme faisant de l'electro-goth, mais, estimant que cela ne correspondait pas à son univers, il devint un des premiers  à rentrer dans le mouvement steampunk en 2006, par l'esthétique, les paroles et la musique. Il est d'ailleurs souvent cité comme le groupe steampunk par excellence.
Le groupe est indépendant depuis le début et tous les albums sont auto-produits, c'est ainsi qu'ils expriment la philosophie DIY du steampunk.

## Histoire

### Débuts
Abney Park est formé à Seattle dans les années 1990 lors de l'explosion du grunge par Robert Brown. Il sortirent leur premier EP Abney Park en 1998, suivi en 1999 de Return to the Fire. Ces EP ne sont plus disponibles, mais sont regroupés en 2000 avec de nouveaux morceaux dans Cemetery Number 1, leur premier véritable album, distribués uniquement dans un premier temps sur le site MP3.com. Le groupe commençait à tourner sur la scène locale avec une musique mêlant electro et rock ressemblant à l'electro-goth ce qui créa une relative popularité dans le mouvement gothique qui arrive à son point culminant avec leur deuxième album From Dreams or Angels en 2002.

### Parcours steampunk

Logo.

Ils réalisent Taxidermy en 2005. Cet album contient de nouvelles versions de leurs morceaux, 3 lives et 2 reprises (de Radiohead et Billy Idol). En  2006 sort leur 3e album The Death of Tragedy. C'est après celui-ci, avec le départ de Traci Nemeth, Krysztof Nemeth et Robert Hazelton, remplacés par Magdalene Veen, Jean-Paul Mayden et Nathaniel Johnstone, que le groupe décida de rentrer dans le steampunk en découvrant que cela correspondait beaucoup mieux à l'univers qu'ils décrivaient dans leurs morceaux. Peu de temps après, Jean-Paul Mayden quitte le groupe, remplacé par Daniel C.
Avec cette transformation, le groupe développe son identité et son histoire fictive dans un monde steampunk. En réalité ce monde était déjà décrit dans leur précédents albums, mais de manière beaucoup moins marquée et sans le côté steampunk. Ils se décrivent comme des corsaires faisant de la musique à bord d'un zeppelin nommé le HMS Ophelia. Leur premier album Steampunk, Lost Horizons est réalisé en 2008.

### Popularité
Parfois considéré comme le groupe steampunk par excellence, Abney Park fait l'objet d'articles dans les principaux médias, et d'interviews dans plusieurs magazines et sites web spécialisés,,,. Il est également présenté sur MTV,, et G4TV en tant qu'exemple principal de la scène musicale steampunk.
Après le départ de Magdalene Veen en 2008, remplacée par Finn Von Claret qui, elle, part en 2009, leur nouvelle chanteuse est désormais Jody Ellen. Continuant dans cette veine, c'est en 2009 que sort l'album Aether Shanties. Avec cet album le groupe s'engage beaucoup plus dans le côté musique du monde (avec des reprises de chants pirates notamment). Le groupe participe et participe encore à de nombreux festivals steampunk ou gothiques. C'est d'ailleurs là qu'ils donnent une grande partie de leurs concerts, parfois dans un spectacle appelé Circus at the End of the World qui n'est pas seulement un spectacle de musique mais réunis aussi des acrobates, danseurs de feu, artistes, vendeurs.
Le 7e album du groupe, The End of Days sort en octobre 2010, mixant electro, musique du monde et rythmes des années 1930. Comme pour d’autres albums, ils collaborent avec d'autres artistes (trompettistes, violoncellistes, flûtistes...).
Pendant l'été 2011, Josh Goering (guitariste de l'époque From Dreams or Angels) réintègre le groupe après avoir collaboré pour plusieurs concerts. Fin 2011, après la sortie de Off the Grid, Nathaniel Johnstone annonce qu'il quitte le groupe pour se lancer dans de nouveaux projets (musicaux) différents d'Abney Park. Il est rapidement remplacé par Titus Munteanu au violon que l'on on peut entendre pour la première fois dans 2 morceaux offerts par le groupe pour Noël (une reprise de Jingle Bells et une composition originale, Through Your Eyes on Christmas Eve). La sortie du prochain album studio est prévu pour 2012, le groupe travaillerait sur plusieurs vidéos pour l'accompagner.

## Produits dérivés
Le groupe possède une boutique en ligne où ils vendent leurs CD mais aussi des vêtements (t-shirts, sweets, écharpes, chaussettes, gants...) des posters, romans, jeu de rôle et tout un tas d'accessoires (drapeaux, stickers, sacs, goggles et autres objets steampunk) à l'effigie du groupe.

### Jeux et jeux vidéo
En août 2011, Cubicle 7 Entertainment publie un jeu de rôle basé sur l'univers décrit dans les morceaux du groupe. Situé dans un monde post-apocalyptique, Airship Pirates contient tous les grands thèmes du steampunk et de l'époque victorienne. Le jeu place les joueurs aux commandes de leur propre dirigeable, à la tête d'un équipage de pirates. Le livre de règles est en outre illustré par un grand nombre d'artistes. Après la séparation entre l'éditeur, Cubicle 7 Entertainment, et les écrivains, Cakebread and Walton, la licence revient à ces derniers et est distribuée via DrivethruRPG. Les livres de règles comprennent Abney Park's Airship Pirates, (livre de règle principal) ; OneDice Abney Park's Airship Pirates (version allégée des règles et du système de jeu issue du système OneDice).
En 2013, Robert Brown crée Terror of the Skies! The Airship Pirate Board Game publié via The Game Crafter un jeu de société inspiré de son univers où les joueurs contrôlent un équipage pirate et leur dirigeable et doivent défaire leurs adversaires ou remplir différentes quêtes. Le jeu est constitué d'un plateau représentant la carte du monde et d'un ensemble de cartes à ramasser pendant la partie. Un premier pack d'extension intitulé Terror of the Skies: Wrath of Fate sort, inspiré du roman de même nom ajoutant de nouvelles cartes et règles.
Un jeu de figurines, RAFM, sort en 2013 une gamme de miniature inspirée par l'univers de groupe. Après une première campagne Kickstarter (en Octobre 2013) annulée, seules 9 figurines sont produites dans un premier temps. RAFM retente l'aventure Kickstarter en octobre 2014 cette fois-ci avec succès et met en route la production de 18 nouvelles figurines.

### Ouvrages
Robert Brown commence en 2011 une série de romans The Airship Pirate Chronicals racontant son histoire fictive et celle du groupe dans le monde décrit par ses morceaux. Celle-ci permet de mieux comprendre les paroles et l'univers dans lequel évolue Abney Park.
- 2011 : The Wrath of Fate (livre 1)
- 2014 : Retrograde (livre 2)
- 2015 : The Toyshop at the End of the World, (préquelle)

## Membres

### Membres actuels
- Robert Brown (en) - chant, darbouka, accordéon, harmonica, bouzouki, bağlama, ukulélé
- Kristina Erickson - clavier, piano
- Skye Warden - guitare électrique
- Petro Krysa - violon
- Derek Brown - basse

### Anciens membres
- Lee Tillman - guitare
- Henry Cheng - guitare
- Robert Hazelton - guitare
- Nathaniel Johnstone - guitare
- Josh Goering - guitare
- Chris Gadler - basse
- Thomas Thompson - basse
- Robert Gardunia - basse
- Krysztof Nemeth - basse
- Jean-Paul Mayden - basse
- Daniel Cederman - basse
- Jennifer Savage - chant
- Alisa Marrow - chant
- Madame Archel (Rachel Gilley) - chant
- Traci Lee Nemeth - chant
- Magdalene Veen - chant
- Intasaar Jabran - chant
- Finn Von Claret - chant
- Jody Ellen - chant
- Nathaniel Johnstone - violon
- Titus Munteanu - violon
- Mitchel Drury - violon
- Gabrielle Marshall - violon

## Discographie

### Albums studio
- 2000 : Cemetery Number 1
- 2001 : From Dreams or Angels
- 2005 : Taxidermy
- 2005 : The Death of Tragedy
- 2008 : Lost Horizons
- 2009 : Aether Shanties
- 2010 : The End of Days
- 2011 : Off the Grid
- 2012 : Ancient World (juin 2012)
- 2013 : The Circus at The End of The World (septembre 2013)
- 2014 : Nomad (novembre 2014)
- 2015 : Wasteland (novembre 2015)
- 2016 : Under the Floor, Over the Wall (novembre 2016)
- 2017 : Crash (septembre 2017)

### EP et démos
- 1997 : Welcome to the Park (démo)
- 1998 : Abney Park (EP)
- 1999 : Return to the Fire (EP)

### Compilations
- 2015 : Retro-Future Vagabond, compilation en édition limitée sur vinyle (janvier 2015)
- 2016 : Anachronomicon Collection, compilation de 5 disques financé par financement participatif (avril 2016)
- 2016 : Nonfiction (juin 2016)
- 2017 : Forgotten or Lost, sorti en version numérique uniquement (mai 2017)

### Autres disques
- Twisted and Broken: Abney Park Remixed
- 2001 : Dark Christmas, reprises de chansons de Noël  (2001)
- 2012 : Through Your Eyes on Christmas Eve, reprises et chansons de Noël originales (novembre 2012)
- 2014 : Live At The End Of Days, album live en double CD (février 2014)

## Clips
- Building Steam, DVD et Blu-ray contenant une collection de vidéos issues de plusieurs concerts et quelques clips (juin 2013)
- Live From Russia, DVD et Blu-ray d'un concert enregistré à Saint-Pétersbourg et clips du groupe (août 2016)